# Geometra
Geometra es un género de mariposas de la familia Geometridae. Se encuentran en Europa y Asia. Hay 18 especies identificadas.

## Especies
G. albociliaria – G. albovenaria – G. burmensis – G. dieckmanni – G. euryagyia – G. flavifrontaria – G. fragilis – G. glaucaria – G. latuta – G. neovalida – G. papilionaria – G. purissima – G. rana – G. sigaria – G. sinoisaria – G. smaragdus – G. sponsaria – G. symaria – G. ussuriensis – G. valida

### Especies en Europa
- Geometra papilionaria (Linnaeus,1758)